# Sobór św. Sampsona w Petersburgu
Sobór św. Sampsona (ros. Сампсониевский собор – Sampsonijewski sobor) – prawosławny sobór w Petersburgu, w rejonie wyborskim, przy Bolszym Sampsonijewskim Prospekcie. Jeden z najstarszych obiektów sakralnych Petersburga i nielicznych zabytków architektury I poł. XVIII w. w Petersburgu. Jest świątynią parafialną w dekanacie wyborskim eparchii petersburskiej Rosyjskiego Kościoła Prawosławnego.

## Historia
W 1709 r. car Piotr I nakazał wznieść przy trakcie wyborskim, prowadzącym w kierunku granicy ze Szwecją, drewnianą cerkiew, która miała upamiętnić jego zwycięstwo w bitwie pod Połtawą. Patronem świątyni został św. Sampson, w dzień wspomnienia którego miało miejsce starcie wojsk rosyjskich i szwedzkich. W sąsiedztwie cerkwi w 1711 r. urządzono cmentarze prawosławny i protestancki, które przetrwały do 1772 r. Na cmentarzu przy cerkwi pochowanych było wielu towarzyszy broni i współpracowników Piotra I, jak również architektów i budowniczych Petersburga (m.in. Domenico Trezzini, Andreas Schlüter i Jean-Baptiste Le Blond). Od wezwania świątyni przebiegająca przed nią droga otrzymała nazwę Bolszego Sampsonijewskiego Prospektu, a nieodległy most na Wielkiej Newce – Mostu Sampsonijewskiego.
W latach 1728–1740 na miejscu drewnianej cerkwi zbudowano murowany sobór. Budynek ten utrzymany jest w stylu barokowym i reprezentuje wariant tego stylu typowy dla okresu panowania cesarzowej Anny Iwanowny. Autorem projektu budowli był Domenico Trezzini, nie wiadomo natomiast, kto zaprojektował cerkiewną dzwonnicę. Głównym fundatorem obiektu był jarosławski kupiec Łapszyn, jednak przekazana przez niego suma okazała się niewystarczająca i budowę doprowadzono do końca dzięki wsparciu skarbu państwa rosyjskiego. Świątynia została rozbudowana o cztery mniejsze kopuły w 1761 r., wtedy też w jej wnętrzu wykonano dekorację malarską. W latach 1908–1909 miała miejsce restauracja budowli według projektu Apłaksina. W bocznych nawach pojawiły się wówczas nowe ikonostasy, a na elewacji obiektu zawieszono tablicę z tekstem przemowy Piotra I przed bitwą pod Połtawą. Na terenie cerkiewnym oprócz samej świątyni znajdowały się trzy kaplice (czasownie) – jedna z pocz. XIX w. i dwie neobarokowe z pocz. XX w. Honorowy tytuł soboru cerkiew św. Sampsona otrzymała również w okresie restauracji w latach 1908–1909, z okazji 200. rocznicy bitwy pod Połtawą.
Przy cerkwi od 1874 r. działało towarzystwo dobroczynne, zajmujące się udzielaniem pomocy ubogim oraz prowadzeniem przytułku dla sierot. Od 1909 r. miejscowe bractwo parafialne prowadziło przy parafii otwarte spotkania na tematy religijne oraz kursy dla misjonarzy.
Decyzją władz radzieckich sobór został w 1938 r. zamknięty. Ostatnich służących w nich duchownych aresztowano. Początkowo budynek zaadaptowano na magazyn. W okresie II wojny światowej i blokady Leningradu obiekt został poważnie uszkodzony, a w latach powojennych popadał stopniowo w ruinę. Następnie został przekazany muzeum, w jaki zamieniono po rewolucji październikowej sobór św. Izaaka. W 1977 r. przeprowadzono remont elewacji budynku i stopniowo przywrócono budowli dawny wygląd.
Prawosławne nabożeństwa w soborze sprawowane są ponownie od 2002 r. W 2017 r. muzeum na 49 lat przekazało cerkiew we władanie Rosyjskiego Kościoła Prawosławnego, zachowując jednak na jej terenie część eksponatów.